# 山崎みちる
山崎 みちる（やまざき みちる、1978年2月10日 - ）は、日本の声優、舞台女優。声優業務は賢プロダクションに所属。茨城県出身。賢プロダクション所属の声優による絵本の読み聞かせをする「けんけんぱーく」のメンバーである。8Dこども教室アシスタント講師。

## 経歴
代々木アニメーション学院出身。伊藤静、生天目仁美とともにユニット「しちみ」を結成していたが、現在では解散している。
過去に1997年の『鈴木の大地』から劇団カムカムミニキーナに所属しており、自身でプロデュース公演なども主催していた。

## 人物
特技は大切な人のために行動できること、バトントワリング。
趣味は工作、テレビドラマ・ワイドショーを観ること。

## 出演
太字はメインキャラクター。

### テレビアニメ
1999年
- おジャ魔女どれみ（1999年 - 2002年、木村たかお、部員B、おんぷのファン、泥酔魔女、中島正義） - 4シリーズ
- こちら葛飾区亀有公園前派出所（1999年 - 2002年、生徒、子供、勘吉郎〈山西隼人〉、婦警、石頭一方通行、女子高生、マコト）
- メダロット（1999年 - 2001年、天領イッキ） - 2シリーズ

2001年
- Dr.リンにきいてみて!（今井武司）
- 遊☆戯☆王デュエルモンスターズ（少年）
- バンパイヤン・キッズ（キンタ）

2003年
- テニスの王子様（浩）
- 金色のガッシュベル!!（2003年 - 2006年、パピプリオ）

2004年
- 妄想代理人
- 鋼の錬金術師（男の子）
- サムライチャンプルー（子供辻之進）
- 花右京メイド隊 La Verite（警備部メイド）

2005年
- 好きなものは好きだからしょうがない!!（香野）
- 焼きたて!!ジャぱん（ピエロ少年）
- おねがいマイメロディ（2005年 - 2006年、中沢昌弘） - 2シリーズ

2006年
- あまえないでよっ!!喝!!（進）
- ワンワンセレプー それゆけ!徹之進（恭子）
- こてんこてんこ（天の国の民、妖精4、アザラシ、妖精C）
- まじめにふまじめ かいけつゾロリ（子供、子ヤギC、イヌの男の子）
- NANA（女2、客）
- NIGHT HEAD GENESIS（湯島昌幸）
- 009-1（ミュータントの少女）
- 人造昆虫カブトボーグ V×V（田嶋）

2007年
- デジモンセイバーズ（幼いマサル）
- 東京魔人學園剣風帖 龖（織部雪乃） - 2シリーズ
- あたしンち（2007年 - 2009年、少年B、男の子A）

2009年
- 夏のあらし! 〜春夏冬中〜（不良D）

2010年
- ご姉弟物語（園児B）

2018年
- 僕のヒーローアカデミア（2018年 - 2024年、出水洸汰） - 4シリーズ

### OVA
- おジャ魔女どれみナ・イ・ショ（2004年、木村たかお、中島正義）
- トミカハイパー大作戦!（2007年、タクヤ、カケル隊員）
- なっとうボーイ（2007年、黒豆）
- トミカハイパー大冒険!（2008年、タクヤ隊員、カケル隊員）
- プラレールわいわいDVD（2009年、カケル隊員）
- レッツゴー!トミカボーイズF5（2010年、カケル隊員、名無しのカリー・スネークスのリーダー）

### Webアニメ
- トミカハイパーシリーズ 緊急配備!!レスキューライナー ブルーポリスライナー ビルダーライナー（2013年、カケル隊員、ハイパーレスキューの一般隊員）

### ゲーム
2000年
- 聖ルミナス女学院（水野あんり）
- メダロット3（天領イッキ）

2001年
- メダロット4（天領イッキ）

2003年
- メダロットBRAVE（天領イッキ）

2020年
- メダロットS（天領イッキ）

2024年
- 金色のガッシュベル!! 永遠の絆の仲間たち（レオパルドン・パピプリオ）

### ドラマCD
2004年
- 好きなものは好きだからしょうがない!! +White Flower+ Truth fall / ミッション・チョイス（香野）
- プリンセス・プリンセス（河野享）

2005年
- 大っキライ!（勅使河原有人）

2006年
- LOVELESS キャラクタードラマCD MERCILESS（子犬）

2007年
- 淫らなキスに乱されて（5歳の上条）

2008年
- 誰にも愛されない（典子）

### 吹き替え
- 浮気な家族（スイン（ホジョンの息子）〈チャン・ジェニョン〉）
- サンダーバード

### テレビドラマ
- 栞と紙魚子の怪奇事件簿 第9話（2008年3月1日）

### 映画
- Colors of Life（2003年）

### CM
- トミカハイパーブルーポリスシリーズ（カケル隊員）
  - ソニックランナー
  - 2008年度トミカハイパーブルーポリス
  - スーパーソニックランナー
  - キャリアランナー

### その他コンテンツ
- トミカハイパーチーム出動せよ!（カケル隊員）
- トミカハイパーチーム レスキュー＆ポリス GO!（カケル隊員）
- トミカプラレールビデオ（カケル隊員）
- BQMAP 月感アンモナイト[9]

## ディスコグラフィ

### 歌手参加作品
| 発売日        | 商品名         | 歌                                       | 楽曲               | 備考                               |
| ------------- | -------------- | ---------------------------------------- | ------------------ | ---------------------------------- |
| 2009年8月14日 | 8bitで叫びたい | しちみ（伊藤静、山崎みちる、生天目仁美） | 「8bitで叫びたい」 | Web番組『Web TV 小生意気!!』関連曲 |
| 2009年8月14日 | 8bitで叫びたい | しちみ（伊藤静、山崎みちる、生天目仁美） | 「妄想倶楽部003」  |                                    |

### キャラクターソング
| 発売日        | 商品名       | 歌                                             | 楽曲             | 備考                       |
| ------------- | ------------ | ---------------------------------------------- | ---------------- | -------------------------- |
| 1999年11月3日 | 1+1=∞(MUGEN) | メタビー（竹内順子）、天領イッキ（山崎みちる） | 「1+1=∞(MUGEN)」 | アニメ『メダロット』挿入歌 |

### シリーズ一覧
1. ↑  第1期（1999年 - 2000年）、第2期『#』（2000年）、第3期『も〜っと！』（2001年）、第4期『ドッカ〜ン！』（2002年）
2. ↑  第1期（1999年）、第2期『魂』（2000年 - 2001年）
3. ↑  第1期（2005年）、第2期『〜くるくるシャッフル!〜』（2006年）
4. ↑  第1期（2007年）、第2期『第弐幕』（2007年）
5. ↑  第3期（2018年）、第4期（2020年）、第6期（2023年）、第7期（2024年）